# Bull Savanna
Bull Savanna ist eine Kleinstadt im Süden von Jamaika. Die Stadt befindet sich im County Cornwall im Parish Saint Elizabeth. Im Jahr 2012 hatte Bull Savanna eine Einwohnerzahl von 6.642 Menschen.

## Geografie
Bull Savanna befindet sich in einer durchschnittlichen Höhe von 330 Meter über den Meeresspiegel. Obwohl der Ort sich in einem Ballungsraum befindet, und die Stadtgrenzen in deren anderer Siedlungen übergehen, ist das Stadtbild sehr ländlich geprägt. Die meiste Fläche nehmen Höfe mit groß angelegten Feldern ein. Angrenzende Ortschaften sind unter anderen Junction, May Hill und Top Hill.
Bull Savanna liegt ungefähr einen Kilometer von der südlichen Küste entfernt. Der Weg über die einzige Straße, die direkt zur Küste führt, beträgt jedoch zwischen 6 und 10 Kilometer. 

## Infrastruktur
Das Straßennetz der Stadt befindet sich in einem schlechten zustand. Lediglich die Bull Savanna Main Road, die Hauptstraße des Ortes, ist durchgehend asphaltiert.

## Wirtschaft
In Bull Savanna befinden sich die größten Lebensmittel verarbeitenden Anlagen für Tomaten, Karotten und Pfirsiche von Jamaika. Die meisten Einwohner von Bull Savanna sind einfache Bauern.